# Red (Black Uhuru)
Red è un album in studio del gruppo reggae Black Uhuru, pubblicato nel 1981.

## Tracce
1. Youth of Eglington – 5:00
2. Sponji Reggae – 4:56
3. Sistren – 4:34
4. Journey – 5:21
5. Utterance – 3:42
6. Puff She Puff – 5:08
7. Rockstone – 4:38
8. Carbine – 6:05

## Formazione
- Michael Rose - voce
- Derrick "Duckie" Simpson - voce
- Puma Jones - voce
- Sly Dunbar - batteria
- Robbie Shakespeare - basso, piano
- Ranchie McLean - chitarre
- Mikey Chung - chitarre
- Radcliff "Dougie" Bryan - chitarra
- Barry Reynolds - chitarra
- Robert Lynn - piano
- Keith Sterling - piano
- Uziah "Sticky" Thompson - percussioni